# Kurzovní chata
Hotel Petrovy kameny (dawniej Kurzovní chata potem Sporthotel Kurzovní) – całoroczny hotel górski (dawniej schronisko turystyczne) w paśmie górskim Wysokiego Jesionika (cz. Hrubý Jeseník), w północno-wschodnich Czechach, w Sudetach Wschodnich, w obrębie gminy Loučná nad Desnou. Położony na stoku góry Pradziad (cz. Praděd), na wysokości 1335 m n.p.m., oddalony o około 900 m na południowy zachód od szczytu, blisko drogi Hvězda – Pradziad.

## Historia hotelu
Historia nowoczesnego i luksusowego hotelu górskiego Hotel Petrovy kameny, leżącego na stoku Pradziada ma swój początek w historii tych terenów, które z uwagi na swoje położenie i roślinność przyciągały od dawna pasterzy. Już w pierwszej połowie XIX wieku na halach Pradziada wypasali oni bydło i owce. Wśród pionierów pojawił się Johann Aegerter, późniejszy założyciel pobliskiego schroniska Švýcárna na stoku góry Malý Děd czy też Karl Grohal założyciel schroniska Ovčárna.
Wraz ze wzrostem napływu turystów pasterze z miejscowości Velké Losiny zbudowali w 1887 roku na terenie dzisiejszego Sporthotelu Kurzovní schronisko o nazwie „Nová Švýcárna”. Schronisko nie przetrwało jednak próby czasu. W 1921 roku na tym samym miejscu niemieckie stowarzyszenie pasterzy z rejonu desensko-pradědskiego (cz. Desensko-pradědské pastevní družstvo) zbudowało tutaj stajnię do wypasu bydła. Był to obiekt jednopiętrowy o wymiarach (40 × 10) m zbudowany z luźno ułożonych kamieni bez użycia zaprawy (podobny obiekt można spotkać jeszcze tylko w pobliżu schroniska Švýcárna). Obiekt służył jako stajnia do 1942 roku, kiedy to pracowników powołano do wojska, a obiekt zmienił swoje przeznaczenie, zamieniony na jeniecki obóz pracy przymusowej. Więźniów tego obozu zatrudniono przy budowie tzw. Poštovní chaty na górze Pradziad, a później pod koniec II wojny światowej przy budowie obiektów wojskowych lotniska i drogi dojazdowej do radaru na górze Vysoká hole.
Po zakończeniu wojny i wysiedleniu ludności niemieckiej obiekt opustoszał, popadając stopniowo w ruinę. Dopiero w latach pięćdziesiątych wraz z rozwojem turystyki zwrócono na obiekt uwagę. W latach 1952–1955, po remoncie obiekt został przekształcony na centrum szkolenia narciarskiego, z dostępnymi kursami narciarskimi, a z czasem został on zmodernizowany i rozszerzony do 86 miejsc w pokojach 6-łóżkowych, a w związku z przeznaczeniem nazwano go po raz pierwszy „Kurzovní chata”. Obiekt wkrótce przekształcono na obiekt całoroczny, założono centralne ogrzewanie, instalację elektryczną oraz doposażono pokoje w ciepłą wodę.
Wraz ze wzrostem wymagań turystów, doprowadzeniem drogi asfaltowej na trasie Hvězda – Pradziad i jednocześnie wyczerpaniem możliwości modernizacji obiektu, zdecydowano się zbudować nowoczesny hotel górski z większą pojemnością łóżek i lepszą infrastrukturą. W związku z tym w 1980 roku stary obiekt wyburzono. Nowoczesny obiekt zbudowany z wielkim rozmachem na 150 łóżek o zmienionej nazwie na „Sporthotel Kurzovní” otwarto po kilku latach budowy w 1987 roku, a w 2006 roku poddano go częściowej renowacji, przystosowując do komfortu najbardziej wymagającej klienteli. Od 18 grudnia 2022 po kolejnej modernizacji nazwę zmieniono na „Hotel Petrovy kameny”.

## Charakterystyka
Hotel Petrovy kameny to najnowocześniejszy hotel górski (****), położony w sercu Wysokiego Jesionika, ze wspaniałymi widokami, dostępem do wszystkich form wypoczynku i turystyki górskiej. Nowoczesna bryła budynku o ciekawym zadaszeniu dopasowana do ukształtowania stoku wśród panoramy gór zachęca do pobytu. Hotel jest członkiem i posiada certyfikat Morawsko-Śląskiej Organizacji Ruchu Turystycznego (cz. KLACR).
Opłaty rezerwacyjne nie obowiązują poza przedpłatami w zależności od wielkości i klasy pokoju. Meldunek w godzinach 14:00–22:00, wymeldowanie 7:00–10:00. Hotel akceptuje pobyt turystów ze zwierzętami domowymi (psy, koty) oraz posiadane karty płatnicze. W hotelu obowiązuje zakaz palenia tytoniu, z wyjątkiem wyznaczonych specjalnych miejsc (palarni). Dzieciom do lat 4 oferuje się pobyt bezpłatny z możliwością dostawienia łóżeczka dziecięcego. Jest możliwość skorzystania z bezpłatnego dostępu do internetu oraz zorganizowania przejażdżek rowerowych lub konnych po okolicy. Poza sezonem hotel oferuje rabaty do 50%.
Z uwagi na dostęp do centrum fitness znajdującego się na 1 piętrze oraz sauny znajdującej się w piwnicach i centrum odnowy hotel może służyć również sportowcom.
- restauracja: śniadanie 7:30–9:30, obiad 11:00–20:00, kolacja 18:00–20:00

Hotel znajduje się w enklawie obszaru narodowego rezerwatu przyrody Praděd, powstałego w 1991 roku o powierzchni około 2031 ha, będącego częścią wydzielonego obszaru objętego ochroną o nazwie Obszar Chronionego Krajobrazu Jesioniki (cz. Chráněná krajinná oblast (CHKO) Jeseníky), jest zatem punktem wypadowym dla miłośników przyrody i górskiej turystyki pieszej. Przy hotelu zlokalizowano: parking, boisko wielofunkcyjne ze sztuczną murawą, kort tenisowy i plac zabaw dla dzieci. W hotelu nie ma stacji Pogotowia Górskiego (najbliższa znajduje się niedaleko hotelu górskiego Ovčárna).

## Wyposażenie hotelu
- 140 miejsc noclegowych w 62 pokojach z łazienkami: 1-, 2-, 3-, 4-, 5-, 6-osobowych oraz apartamentach komfortowo wyposażonych (w pokojach: minibar, telewizor, biurko, sejf, łazienka z toaletą i prysznicem oraz bezpłatnym zestawem kosmetyków)[6][7][8]
- świetlica, sala konferencyjna dla maksymalnie 150 osób
- centrum odnowy biologicznej (wanna z hydromasażem, sauna fińska, masaż, solarium)[5][9]
- centrum fitness (siłownia)
- restauracja
- wypożyczalnia sprzętu sportowego, bilard, tenis stołowy, wypożyczalnia rowerów i nart
- przechowalnia bagażu
- internet, faks/ksero[9]

## Turystyka
Zainteresowani pobytem w hotelu powinni się kierować drogami w kierunku:
- Jesionik (cz. Jeseník) – Karlova Studánka – Hvězda lub
- Głubczyce – Bruntál – Karlova Studánka – Hvězda

Droga z Hvězdy to jedyne połączenie drogowe z hotelem. Możliwość parkingu w trzech miejscach: przed hotelem, w Ovčárni i na Hvězdzie. Połączenie autobusowe blisko hotelu na trasie Hvězda – Ovčárna.
Kluczowym punktem turystycznym jest skrzyżowanie turystyczne położone w odległości około 300 m na wschód od hotelu, o nazwie (cz. U Barborky) z podaną na tablicy informacyjnej wysokością 1312 m, od którego rozchodzą się szlaki turystyczne, szlak rowerowy i ścieżka dydaktyczna

### Szlaki turystyczne
Bezpośrednio do hotelu nie prowadzi żaden szlak turystyczny. Blisko niego zlokalizowano natomiast trzy szlaki na trasach:
 Kouty nad Desnou – góra Hřbety – góra Nad Petrovkou – Kamzík – góra Velký Jezerník – przełęcz Sedlo Velký Jezerník – schronisko Švýcárna – góra Pradziad – przełęcz U Barborky – góra Petrovy kameny – Ovčárna – Karlova Studánka
 Červenohorské sedlo – góra Velký Klínovec – przełęcz Hřebenová – szczyt Výrovka – przełęcz Sedlo pod Malým Jezerníkem – szczyt Malý Jezerník – góra Velký Jezerník – przełęcz Sedlo Velký Jezerník – schronisko Švýcárna – góra Pradziad – przełęcz U Barborky – góra Petrovy kameny – Ovčárna – przełęcz Sedlo u Petrových kamenů – góra Vysoká hole – szczyt Vysoká hole–JZ – szczyt Kamzičník – góra Velký Máj – przełęcz Sedlo nad Malým kotlem – góra Jelení hřbet – Jelení studánka – przełęcz Sedlo pod Jelení studánkou – góra Jelenka – góra Ostružná – Rýmařov
 Karlova Studánka – dolina potoku Biała Opawa – schronisko Barborka – przełęcz U Barborky – góra Petrovy kameny – Ovčárna – góra Vysoká hole – Velká kotlina – dolina rzeki Moravice – Karlov pod Pradědem – Malá Morávka

### Szlaki rowerowe
Koło hotelu wytyczono również szlak rowerowy na trasie:
 Červenohorské sedlo – góra Velký Klínovec – góra Výrovka – Kamzík – góra Velký Jezerník – przełęcz Sedlo Velký Jezerník – schronisko Švýcárna – góra Pradziad – przełęcz U Barborky – góra Petrovy kameny – Ovčárna – przełęcz Hvězda

### Trasy narciarskie
W okresie ośnieżenia w okolicy hotelu istnieje możliwość korzystania z tras narciarskich zarówno zjazdowych, jak i biegowych:
Na stokach pobliskich gór zlokalizowano następujące trasy narciarstwa zjazdowego:
| Trasy narciarstwa zjazdowego z wyciągami ośrodka narciarskiego Sport centrum Figura Praděd - Ovčárna |                    |                 |                     |                |                   |                |
| Lp.                                                                                                  | Trasa i oznaczenie | Długość trasy m | Różnica wysokości m | Rodzaj wyciągu | Długość wyciągu m | Stok góry      |
| 1 | 1                  | 760             | 143                 | orczykowy      | 540               | Vysoká hole    |
| 2 | 2                  | 610             | 143                 | orczykowy      | 540               | Vysoká hole    |
| 3 | 3                  | 600             | 125                 | orczykowy      | 590               | Vysoká hole    |
| 4 | 4                  | 600             | 125                 | orczykowy      | 590               | Vysoká hole    |
| 5 | 5                  | 280             | 85                  | orczykowy      | 260               | Petrovy kameny |
| 6 | 6                  | 780             | 173                 | orczykowy      | 650               | Petrovy kameny |
| 7 | Malý Václavák 8    | 150             | 26                  | orczykowy      | 130               | Petrovy kameny |
| 8 | Velký Václavák 7   | 500             | 95                  | orczykowy      | 470               | Pradziad       |

oraz pięć tras biegowych zlokalizowanych w kierunku szczytu Divoký kámen (trenuje na nich między innymi czeska kadra narodowa) o różnym poziomie trudności:
- o długościach: 1 km (żółta), 2 km (brązowa), 3 km (pomarańczowa), 4 km (niebieska) i 5 km (czerwona)[12]